# Зан, Томаш
То́маш Зан (пол. Tomasz Zan, бел. Тамаш Зан, Фома Карлович Зан; 21 декабря 1796 в Мясоте, Ошмянский уезд, Виленской губернии; ныне Молодечненский район, Минская область, Беларусь — 19 июля 1851 в Кохачине, Сенненский уезд Могилёвской губернии, Российская империя) — польский и белорусский поэт, драматург. Он был членом Общества филоматов, другом Адама Мицкевича и Яна Чечота. Сыграл значительную роль в развитии нового литературного направления — т.наз. революционного романтизма. Первый из числа виленских поэтов признавал белорусское народное творчество как один из разделов своей политической программы.

## Биография
Учился в Минской гимназии (1805—1812). Дальнейшей учёбе в Минской гимназии помешала болезнь и доучивался он в Молодечненской уездной школе, которую только что перевели из Бобруйска. В 1815 году Томаш Зан поступил на физико-математический факультет Виленского университета.
В 1816 году была возрождена масонская литовская ложа «Совершенное единство». Ее члены активно поддерживали развитие науки, финансируя учёбу студентов-медиков в Санкт-Петербурге. Кроме этого, масоны помогали крестьянам и узникам царских тюрем. Томаш Зан был одним из участников этой ложи.
В 1817 году стал одним из основателей тайного студенческого общества филоматов, в 1820 — «союза лучезарных» (promienistych); в 1820—1823 годы был председателем высшего отделения старшин общества филаретов. Был также членом общества шубравцев («бездельников», szubrawców). Был арестован по делу филоматов в 1823 году. По приговору, утверждённому 14 (26) августа 1824 года, осуждён на год заключения в крепости и ссылку. Томаш Зан, Ян Чечот и Адам Сузин 10 (22) октября 1824 года были отправлены в Оренбург. По истечении срока заключения провёл в ссылке тринадцать лет. Жил частными уроками. Был домашним учителем М. В. Авдеева, впоследствии писателя и критика. По поручению генерал-губернатора В. А. Перовского участвовал в ряде крупных экспедиций, сопровождал академика Александра Гумбольдта во время его путешествия по Уралу (1829). С 1830 года — на службе в Оренбургской пограничной комиссии. Был организатором (1832) и смотрителем первого местного музея при Неплюевском военном училище, куда передал свои коллекции.
Своим политическим взглядам он оставался верным. В 1837 году получил разрешение жить в центральных губерниях России. Служил библиотекарем в Горном институте в Санкт-Петербурге.
В 1841 году вернулся на родину. Жил в имении брата, занимался сельским хозяйством. Соседские помещики в складчину приобрели ему имение в селе Кохачин Сенненского уезда (ныне деревня Коковчино Сенненского района Витебской области), где он и умер. Похоронен в местечке Смоляны Оршанского уезда.

## Литературная деятельность
Писал с 1816 года элегии, баллады, триолеты, поэмы, сатирические произведения, среди которых наиболее известна ироикомическая поэма «Смерть табакерки» («Zgon tabakiery»).

## Интересные факты
В 2013 году Белгазпромбанк в рамках реализации проекта «Арт-Беларусь» приобрел у частного владельца из России картину Валентия Ваньковича «Портрет Томаша Зана» (1837—1839) для своей корпоративной коллекции.

## Память
- Имя Томаша Зана носит одна из улиц Гродно.
- Мемориальная доска в честь Томаша Зана в деревне Мясота (1976). Установлена на здании школы.
- Согласно сведениям Оренбургского краеведческого музея, имя Томаша Зана носит орографическая возвышенность на Южном Урале[2].
- Образ Томаша Зана показан А. Мицкевичем в «Дзядах».